# Structure pyramidale des ligues de football en Roumanie
La structure pyramidale des ligues de football en Roumanie désigne le système de classement officiel des ligues et divisions du football roumain.

## Généralités
Le football roumain est structuré avec 6 échelons hiérarchiques.
Depuis la saison 2016-2017, la deuxième division se joue avec une poule unique contre deux poules auparavant. La troisième division passe à 10 groupes, auparavant il y avait 3 groupes.
À partir de la 4e division, le football roumain bascule dans le monde régional et les 42 ligues des județe de Roumanie en plus de la capitale, Bucarest. La 6e division n'est en revanche composée que de huit départements : Arad, Brăila, Bucarest, Dâmbovița, Ialomiţa, Mureș / Maros, Prahova et Teleorman.

## Structure des championnats
| Niveau | Championnat                       |
| ------ | --------------------------------- |
| 1      | Liga I 16 clubs                   |
| 2      | Liga II 22 clubs                  |
| 3      | Liga III 10 groupes de 10 clubs   |
| 4      | Liga IV 42 ligues sont concernées |
| 5      | Liga V 42 ligues sont concernées  |
| 6      | Liga VI 8 ligues sont concernées  |

## Sources
- (en) Cet article est partiellement ou en totalité issu de l’article de Wikipédia en anglais intitulé « Romanian football league system » (voir la liste des auteurs).